# Kvangdzsu
Kvangdzsu (hangul: 광주광역시, Kvangdzsu Kvangjoksi, handzsa: 光州廣域市, RR: Gwangju Gwangyeoksi, ’a fény városa’) tartományi jogú város Dél-Koreában. Az 1980-as felkelés miatt a „koreai demokrácia szülőföldjeként” szokás emlegetni.

## Története
A területet Mahan konföderáció idejében (i. e. 1. század – i. sz. 3. század) már lakták, két városállam létezett a mai város területén, Kuszaodan (구사오단, Gusaodan) és Pulmi (불미, Bulmi). Ezt követően Pekcse (Baekje) (i. e. 18 – i. sz. 660) területéhez tartozott, majd az Egyesített Sillához (668–935). A város mai nevét a Korjo (Goryeo)-korban kapta, 940-ben. 1949-ben nyilvánították várossá, 1986-ban a tartományi jogú városnak megfelelő csikhalsi (jikhalsi) (직할시) rangot kapta, majd 1995-ben kvangjoksi (gwankyeoksi) (광역시) lett (ami ugyancsak a tartományi szintnek felel meg).

## Közigazgatása
| Térkép                                                   | Név    | Hangul (Hangeul) | Handzsa (Hanja) | Népesség (2015) |
| -------------------------------------------------------- | ------ | ---------------- | --------------- | --------------- |
| Puk (Buk) Tong (Dong) Kvangszan (Gwangsan) Nam Szo (Seo) |        |                  |                 |                 |
| Kerületei                                                |        |                  |                 |                 |
| Kvangszan-ku (Gwangsan-gu)                               | 광산구 | 光山區           | 411 722         |                 |
| Nam-ku (Nam-gu)                                          | 남구   | 南區             | 221 759         |                 |
| Puk-ku (Buk-gu)                                          | 북구   | 北區             | 459 715         |                 |
| Szo-ku (Seo-gu)                                          | 서구   | 西區             | 305 512         |                 |
| Tong-ku (Dong-gu)                                        | 동구   | 東區             | 104 173         |                 |

## Éghajlata
| Hónap                                       | Jan. | Feb. | Már. | Ápr. | Máj. | Jún. | Júl. | Aug. | Szep. | Okt. | Nov. | Dec. | Év   |
| ------------------------------------------- | ---- | ---- | ---- | ---- | ---- | ---- | ---- | ---- | ----- | ---- | ---- | ---- | ---- |
| Átlagos max. hőmérséklet (°C)               | 5,3  | 7,8  | 13,0 | 19,6 | 24,3 | 27,5 | 29,6 | 30,7 | 26,9  | 21,8 | 14,6 | 8,1  | 19,2 |
| Átlaghőmérséklet (°C)                       | 0,6  | 2,5  | 7,0  | 13,2 | 18,3 | 22,4 | 25,6 | 26,2 | 21,9  | 15,8 | 9,1  | 3,1  | 13,9 |
| Átlagos min. hőmérséklet (°C)               | −3,1 | −1,8 | 2,1  | 7,5  | 13,0 | 18,2 | 22,5 | 22,8 | 17,8  | 10,9 | 4,5  | −0,9 | 9,5  |
| Átl. csapadékmennyiség (mm)                 | 37   | 48   | 61   | 81   | 97   | 182  | 309  | 298  | 151   | 47   | 49   | 34   | 1391 |
| Havi napsütéses órák száma                  | 160  | 165  | 192  | 213  | 223  | 169  | 145  | 173  | 172   | 205  | 164  | 156  | 2137 |
| Forrás: Korea Meteorological Administration |      |      |      |      |      |      |      |      |       |      |      |      |      |

## Oktatás
A városban 308 óvoda, 150 alsó tagozatos általános iskola, 88 felső tagozatos általános iskola, 67 középiskola, 6 főiskola és 11 egyetem található, ezek közül a Csonnam (Jeonnam) Nemzeti Egyetem (전남대학교) állami, a többi magán kézben van.

## Közlekedés

### Városi
A város metróüzeme 2004-ben nyílt meg, jelenleg egy vonalból áll és egy további van tervezés alatt.

### Légi
Nemzetközi repülőtere a Muani nemzetközi repülőtér, ahonnan belföldi járatok indulnak a Kimpho (Gimpo) repülőtérre és Csedzsu (Jeju)ra.